# Розстріл заручників під Медвином 1920
Розстріл заручників під Медвином — страта більшовиками заручників із числа мирних жителів с. Медвин, що сталася 13 жовтня 1920 року біля урочища Ковтунів на околиці Медина, як відплатна акція за участь села в антирадянському повстанні.

## Кількість страчених
Точне число страчених не встановлено. І. В. Дубина в «Горить Медвин» пише:
|  | Кілометр за Медвином, під Ковтуновим ліском на чистому полі лежало 79 тіл простріляних і порубаних юнаків Медвина. З 80-ти тільки один, що легко ранений, зразу впав у воду струмка і прикрився трупами інших, залишився живий. |

Медвинці старшого віку, з якими доводилось говорити краєзнавцеві Анатолію Листопаду, теж наводять приблизно це ж число. Начальник штабу медвинських повстанців М. Василенко в своїх спогадах «Мова про пережите» пише:
|  | …В одноразовім знищенні селян було вбито не 80 душ, а 360…» і далі: «…Молодих, приблизно в віці від 18 до 35 років, в кількості до 360 душ вивели за Медвин та в одній балці, розташованій на південному заході від села, розстріляли. Лише один з тих нещасних якимсь дивом спасся… |

## Перелік страчених
Імена страчених заручників спробували відновити організатори нелегального відзначення Медвинського повстання, яке проводили місцеві селяни 1990 року. Зусиллями п. Анатолія Листопада, Смоляр М. І., Бражник М. І., Степанченко І. Я. в розмовах з сотнями медвинців того покоління, яке було очевидцем тих трагічних подій, з великими труднощами змогли встановити імен загиблих у жовтні 1920 року.
1. Бублик Федір Кіндратович
2. Бутвин Яків
3. Винник Митрофан
4. Винник Омелян Сергійович
5. Винник Сергій
6. Глазко Ничипір
7. Глазко Флор Микитович
8. Гостровий Петро Павлович
9. Гриб Онисько
10. Даценко Йосип Савович
11. Доброштан Пантелеймон Пульвитович
12. Доброштан Тарас
13. Дяченко Андріян Григорович (нар. 1902)
14. Дяченко Дмитро Григорович (нар. 1898)
15. Дяченко Сидір Григорович (нар. 1900)
16. Загорулько Ничипір
17. Замрій Мефодій Федотович
18. Золоточуб Михайло (сирота, жив з сестрою Марією)
19. Ільченко Максим
20. Кобченко Арійон (Аріон) Дем'янович
21. Кобченко Архип
22. Ковзан Павло
23. Ковтун Сафон
24. Колюх Мирон Денисович
25. Кочерга Павло
26. Красногородський Павло
27. Кузьменко Григорій Гордійович
28. Листопад Пилип
29. Марушевський Ничипір Ничипорович
30. Мацюця Антін
31. Мацюця Максим
32. Миколенко Кирило Тимофанович, 18 років
33. Миколенко Олелько
34. Плаксун Дем'ян
35. Плаксун Онисько
36. Радчук Омелько Хомович, 1902 р.н.
37. Салата Антон М.
38. Салата Григорій
39. Салата Павло Гордійович
40. Самсонович О. В.
41. Сарапука Полікарп
42. Свидина Карпо Порфирович
43. Свидина Кузьма Филимонович
44. Семерик Ничипір Андріянович
45. Семерик Ілько Андріянович
46. Скринник Андрій, 1-й брат
47. Скринник Микита, 2-й брат
48. Скринник Лавро
49. Скринник Микола
50. Скринник Омелько Хомович
51. Степанченко Микита
52. Стрільченко Федір
53. Ступка Огій Антипович
54. Ступка Соловей Антипович
55. Ткаченко Хома Григорович
56. Товстик Тарас
57. Хижняк Купріян Якович
58. Хижняк Ничипір
59. Хижняк Ничипір Касьянович
60. Хижняк Тимофан
61. Хоха Оксентій
62. Чорнобай Максим
63. Шалабодка Юхим
64. Шевченко Макар Миколайович
65. Шевченко Павло
66. Швидун Левко